# NGC 6505
NGC 6505 (również PGC 60995 lub UGC 11026) – galaktyka eliptyczna (E-S0), znajdująca się w gwiazdozbiorze Smoka. Odkrył ją Lewis A. Swift 27 czerwca 1884 roku.